# Brdovec
Brdovec je vesnice a správní středisko stejnojmenné opčiny v Chorvatsku v Záhřebské župě. Nachází se asi 2 km severozápadně od Zaprešiće a asi 16 km severozápadně od centra Záhřebu. V roce 2011 žilo v Brdovci 2 801 obyvatel, v celé opčině pak 11 134 obyvatel. Vzhledem ke svému počtu obyvatel je Brdovec pátou největší chorvatskou opčinou, je však de facto pouze předměstím Zaprešiće.
Součástí opčiny je celkem 13 trvale obydlených vesnic.
- Brdovec – 2 801 obyvatel
- Donji Laduč – 828 obyvatel
- Drenje Brdovečko – 685 obyvatel
- Gornji Laduč – 826 obyvatel
- Harmica – 284 obyvatel
- Javorje – 679 obyvatel
- Ključ Brdovečki – 604 obyvatel
- Prigorje Brdovečko – 1 345 obyvatel
- Prudnice – 688 obyvatel
- Savski Marof – 29 obyvatel
- Šenkovec – 734 obyvatel
- Vukovo Selo – 427 obyvatel
- Zdenci Brdovečki – 1 204 obyvatel